# Victor Vancier
Victor Vancier (* 25. Dezember 1956), auch bekannt unter seinem hebräischen Namen Chaim Ben Pesach (חיים בן פסח), ist ein amerikanischer politischer Aktivist, ehemaliger Vorsitzender der Jewish Defense League (JDL) und Gründer und Führer der extremistischen Jewish Task Force (JTF). Wegen seiner Beteiligung an 18 Sprengstoffanschlägen in New York City und Washington stand er in drei unterschiedlichen Verfahren vor Gericht und war zuletzt über fünfeinhalb Jahre in einem Bundesgefängnis in Texas inhaftiert. Die Einreise nach Israel ist ihm wegen seiner Aktivitäten in kahanistischen Organisationen, die Israel seit 1994 als terroristische Vereinigungen einstuft, untersagt.

## Biografie

### Jugend und terroristische Aktivitäten
Victor Vancier war in seiner Jugend ein Anhänger des orthodoxen Rabbiners Meir Kahane. 1978 wurde er Vorsitzender der von Kahane gegründeten JDL, musste aber von seinem Amt zurücktreten, als er wegen Sprengstoffanschlägen auf ägyptische Ziele aus Protest gegen Israels Rückzug aus dem Sinai zu einer Haftstrafe verurteilt wurde. Nach seiner Entlassung war er von April 1985 bis November 1986 erneut Vorsitzender der JDL. In dieser Zeit gründete er eine Spendenaktion, die fälschlicherweise vorgab, Geld für die Teilnahme des damaligen New Yorker Gouverneurs Mario Cuomo an der US-Präsidentschaftswahl 1988 zu sammeln. In Wahrheit wurde das gesammelte Geld jedoch zur Finanzierung der JDL verwendet.
Am 26. Oktober 1987 wurde Vancier aufgrund seiner Beteiligung an sechs Sprengstoffanschlägen im Zeitraum von 1984 bis 1986 zu einer zehnjährigen Gefängnisstrafe verurteilt. Unter den Anschlägen war eine Attacke mit Brandbomben auf die Avery Fisher Hall am 20. Oktober 1986, als dort ein Sinfonieorchester aus der Sowjetunion auftreten sollte. Vanciers Anwalt sagte 1987 über ihn, dass es gerechtfertigt ist, ihn als „ein bisschen irre“ zu bezeichnen. Der Richter Leo Glasser schätzte Vancier als „eine Gefahr für diese Gesellschaft“ ein. Vancier hatte seine Anschläge zusammen mit mehreren Komplizen durchgeführt. Einer dieser Komplizen, der damals 24-jährige Jay Cohen, starb durch Suizid, nachdem er eine Höchststrafe von 20 Jahren Haft erhalten hatte. Vancier sagte damals, dass er sich für Cohens Tod persönlich verantwortlich fühle.

### Jewish Task Force
1991 gründete er die kahanistische Jewish Task Force (hebräisch הימין האמיתי, ha-jamin ha-amiti, etwa: „Die wahren Rechten“), die sich selbst als Zusammenschluss „rechter Juden und aufrechter Nicht-Juden“ beschreibt, nachdem sich die JDL aufgrund eines durch seine Aktionen entstandenen Image-Schadens von ihm zu distanzieren begann. Die sehr extrem ausgerichtete und gewaltbereite JTF, die den Anspruch erhebt, die einzig legitime kahanistische Organisation zu sein, ist selbst in der kahanistischen Szene umstritten. Sie wird derzeit weder von der JDL noch von den Organisationen Kach und Kahane Chai unterstützt. Vancier bezeichnet zum Beispiel den Koran als „Terror-Bibel des Islam“ und verehrt den Attentäter Baruch Goldstein als Held, den er persönlich kannte und der 1994 29 betende Moslems in der Höhle Machpela tötete. Zentrale Aufgabe der JTF ist die Spendensammlung, um jüdische Siedler im Westjordanland zu unterstützen.
Vancier betreibt mit der JTF seit 1991 einen Fernsehsender, derzeit über die öffentlich zugängliche Kabelanstalt Queens Public Television (QPTV) in Queens, New York. Außerhalb der USA trat er mit seiner Organisation als Sponsor des als islamophob angesehenen Blogs Politically Incorrect auf. Im Februar 2011 gab die English Defence League auf ihrer Facebook-Seite die Zusammenarbeit mit der JTF bekannt, was Vancier in einem Podcast bestätigte. Diese Zusammenarbeit wurde von der EDL jedoch im August 2011 schon wieder beendet. Als Gründe für die Trennung nannte die EDL auf ihrer Internet-Seite Vanciers terroristische Vergangenheit, sowie seine offensiven und aufrührerischen Äußerungen gegen Schwarze, Christen und Homosexuelle. Des Weiteren behauptete sie, dass die Zusammenarbeit mit Vancier nur von einzelnen Mitgliedern ihrer Organisation ausgegangen sei und diese dabei ohne Befugnis der EDL-Führung gehandelt hätten.